# Neoconocephalus lavrensis
Neoconocephalus lavrensis är en insektsart som beskrevs av Piza Jr. 1971. Neoconocephalus lavrensis ingår i släktet Neoconocephalus och familjen vårtbitare. Inga underarter finns listade i Catalogue of Life.